# Simon Kuipers
Simon Petrus Kuipers (ur. 9 sierpnia 1982 w Haarlem) – holenderski łyżwiarz szybki, brązowy medalista igrzysk olimpijskich i mistrzostw świata, drugi zawodnik Pucharu Świata 2007/2008 w biegach na 1500 metrów, jedenastokrotny medalista mistrzostw Holandii.

## Kariera
W 2001 roku wystąpił na mistrzostwach świata juniorów w Groningen. Zajął wówczas 11. miejsce w biegu na 500 metrów, 15. miejsce w biegach na 1500 i 3000 metrów oraz 10. miejsce w biegu na 5000 metrów.
Startował w mistrzostwach świata w latach 2004, 2005, 2007, 2008, 2009 i 2011. W styczniu 2009 zdobył brązowy medal w Moskwie, przegrywając w sprincie z Shanim Davisem i Kei'ichirō Nagashimą.
W 2006 i 2010 roku uczestniczył w zimowych igrzyskach olimpijskich. W Turynie zajął 23. miejsce w biegu na 500 metrów i 4. miejsce na 1500 metrów. W Vancouver zdobył brązowy medal w biegu drużynowym mężczyzn, w którym wystartował wraz ze Svenem Kramerem, Markiem Tuitertem i Janem Blokhuijsenem. W pozostałych swoich startach Kuipers zajął 20. miejsce w biegu na 500 metrów, był szósty na 1000 metrów i siódmy na 1500 metrów.
Czterokrotnie wygrywał indywidualne zawody Pucharu Świata w łyżwiarstwie szybkim. Dokonał tego 3 grudnia 2005 w Heerenveen (1500 m), 16 listopada 2007 w Calgary (1500 m), 26 stycznia 2008 w Hamar (1500 m) oraz 7 grudnia 2008 w Changchun (1000 m). Ponadto ośmiokrotnie zajmował drugie miejsca w zawodach PŚ, a dziewięć razy był trzeci. W sezonie 2007/2008 zajął drugie miejsce w klasyfikacji generalnej Pucharu Świata w biegach na 1500 metrów. Przegrał wówczas z Shanim Davisem.
W latach 2005–2011 zdobył jedenaście medali mistrzostw Holandii, w tym cztery złote, cztery srebrne i trzy brązowe.

## Osiągnięcia

### Igrzyska olimpijskie
| Miejsce | Dzień        | Rok  | Miejscowość | Konkurencja | Wynik   | Strata | Zwycięzca     | Źródło |
| ------- | ------------ | ---- | ----------- | ----------- | ------- | ------ | ------------- | ------ |
| 23.     | 13 lutego    | 2006 | Turyn       | 500 m       | 71,84   | 2,08   | Joey Cheek    | [ 6 ]  |
| 4.      | 21 lutego    | 2006 | Turyn       | 1500 m      | 1:46,58 | 1,05   | Enrico Fabris | [ 7 ]  |
| 20.     | 15 lutego    | 2010 | Vancouver   | 500 m       | 71,331  | 1,502  | Mo Tae-bum    | [ 8 ]  |
| 6.      | 17 lutego    | 2010 | Vancouver   | 1000 m      | 1:09,65 | 0,71   | Shani Davis   | [ 9 ]  |
| 7.      | 20 lutego    | 2010 | Vancouver   | 1500 m      | 1:46,76 | 0,79   | Mark Tuitert  | [ 10 ] |
| 3.      | 26-27 lutego | 2010 | Vancouver   | bieg druż.  | —       | —      | Kanada        | [ 11 ] |

### Mistrzostwa świata
| 2004 | – | 17. miejsce (sprint)                                                               |
| 2005 | – | 5. miejsce (1500 m)                                                                |
| 2007 | – | 11. miejsce (1000 m), 8. miejsce (1500 m)                                          |
| 2008 | – | 4. miejsce (sprint), 15. miejsce (500 m), 7. miejsce (1000 m), 5. miejsce (1500 m) |
| 2009 | – | 3. miejsce (sprint), 16. miejsce (500 m), 6. miejsce (1000 m)                      |
| 2011 | – | 16. miejsce (500 m), 6. miejsce (1000 m), 11. miejsce (1500 m)                     |

### Puchar Świata

#### Miejsca w klasyfikacji generalnej
| Sezon     | Miejsca | Miejsca | Miejsca | Miejsca |
| Sezon     | 100 m   | 500 m   | 1000 m  | 1500 m  |
| --------- | ------- | ------- | ------- | ------- |
| 2003/2004 | –       | 39.     | 23.     | –       |
| 2004/2005 | –       | 27.     | 11.     | 6.      |
| 2005/2006 | –       | 31.     | 41.     | 6.      |
| 2006/2007 | –       | –       | 19.     | 7.      |
| 2007/2008 | 20.     | 13.     | 4.      | 2.      |
| 2008/2009 | 19.     | 12.     | 4.      | 11.     |
| 2009/2010 | –       | 27.     | 4.      | 32.     |
| 2010/2011 | –       | 21.     | 4.      | 6.      |

#### Miejsca w poszczególnych konkursach
| Dystans | Liczba miejsc | Liczba miejsc | Liczba miejsc | Liczba miejsc | Liczba miejsc | Łączna liczba startów |
| Dystans | 1.            | 2.            | 3.            | 4.-6.         | 7.-10.        | Łączna liczba startów |
| ------- | ------------- | ------------- | ------------- | ------------- | ------------- | --------------------- |
| 100 m   | –             | –             | –             | –             | –             | 4                     |
| 500 m   | –             | –             | 1             | 2             | 11            | 48                    |
| 1000 m  | 1             | 4             | 7             | 10            | 11            | 45                    |
| 1500 m  | 3             | 5             | 1             | 8             | 7             | 31                    |
| Łącznie | 4             | 9             | 9             | 20            | 29            | 128                   |

### Medale mistrzostw Holandii
| Dystans | Rok  | Miejscowość | Miejsce |
| ------- | ---- | ----------- | ------- |
| 1000 m  | 2005 | Assen       | 3.      |
| 1500 m  | 2005 | Assen       | 3.      |
| 1500 m  | 2007 | Assen       | 2.      |
| 500 m   | 2008 | Heerenveen  | 2.      |
| 1000 m  | 2008 | Heerenveen  | 1.      |
| 1500 m  | 2008 | Heerenveen  | 1.      |
| 500 m   | 2009 | Heerenveen  | 2.      |
| 1500 m  | 2009 | Heerenveen  | 3.      |
| 1000 m  | 2010 | Heerenveen  | 2.      |
| 1000 m  | 2011 | Heerenveen  | 1.      |
| 1500 m  | 2011 | Heerenveen  | 1.      |

## Rekordy życiowe
| Dystans  | Czas     | Data       | Miejscowość |
| -------- | -------- | ---------- | ----------- |
| 500 m    | 34,78    | 16.11.2007 | Calgary     |
| 1000 m   | 1:07,39  | 18.11.2007 | Calgary     |
| 1500 m   | 1:42,37  | 16.11.2007 | Calgary     |
| 3000 m   | 3:42,42  | 13.03.2007 | Calgary     |
| 5000 m   | 6:21,57  | 15.03.2007 | Calgary     |
| 10 000 m | 14:56,67 | 27.01.2002 | Groningen   |